# جورج جودفري
جورج جودفري (بالإنجليزية: George Godfrey)‏ (26 يوليو 1888 – 22 مايو 1965) هو سبّاح جنوب أفريقي راحل، مثّل بلاده في الألعاب الأولمبية الصيفية 1912.

## روابط خارجية
جورج جودفري على موقع اللجنة الأولمبية الدولية (الإنجليزية)
- جورج جودفري على موقع أوليمبيديا (الإنجليزية)